# Шварцбурд, Самуил Исаакович
Самуил Исаакович (Шу́лим И́цкович) Шва́рцбурд (также известен как Шолем Шварцборд и Шолом Шварцбард; идиш שלום שװאַרצבאָרד‎, в эмиграции — фр. Samuel (Sholem) Schwarzbard — Самуэль Шварцбард; 18 августа 1886, Измаил, Бессарабская губерния — 3 марта 1938, Кейптаун, Южно-Африканский Союз, ныне — Южно-Африканская Республика) — еврейский поэт, публицист и анархист, убивший Симона Петлюру и оправданный французским судом. Писал на идише под псевдонимом «Бал-Халоймэс» (Мечтатель).

## Биография
Родился под именем Шулим (Соломон) Шварцбурд в Российской империи, в уездном бессарабском городе Измаиле, расположенном на берегу Дуная, в семье Ицика Мовшевича (Исаака Моисеевича) Шварцбурда (1854—1917) и Хаи Вайнберг (?—1893). Со стороны отца семья происходила из села Саражинка Балтского уезда, где дед поэта Мойше Шварцбурд арендовал винокурню. Отец был призван в русскую армию во время русско-турецкой войны 1877—1878 годов и женился в Измаиле, где был расквартирован его полк. После демобилизации он с женой поселился в Саражинке, где родились их три старших ребёнка, после чего семья была выселена из деревни и поселилась на родине матери в Измаиле. Шулим родился в этом городе и был четвёртым ребёнком в семье (трое старших детей впоследствии умерли). В 1888 году вышел указ о выселении евреев из 50-километровой приграничной полосы, и Шварцбурды вернулись в Балту, где Шулим учился в талмуд-торе. Его младший брат и близкий компаньон Шмил (Шмиель, Самуил) родился 16 июня 1888 года уже в Балте. После смерти деда семья бедствовала, отец занимался мелкой торговлей, мать — кустарным производством газированной воды и лимонада.
Мать умерла, когда Шулиму было семь лет; через три года отец вновь женился, а Шулим был вынужден оставить учёбу и помогать семье. Работал разносчиком и посыльным, затем на протяжении трёх лет служил подмастерьем у местного часовщика, после чего сам работал часовщиком в Крутях. В 1903 году увлёкся социалистическими идеями, несколько раз подвергался арестам, принимал участие в Первой русской революции, зимой 1905—1906 годов несколько месяцев содержался в тюрьме в Волочиске, после освобождения весной 1906 года через границу с Австрией выехал из России и поселился в Черновицах. Здесь он получил документы на имя Самуэля Шварцбарда и вновь устроился на работу часовщиком (его младший брат, несколько позже эмигрировавший в Париж, жил там под тем же самым именем).
Некоторое время жил в Лемберге (1907), Кашау (1907), Будапеште (1907), Сен-Готарде (1907—1908), Зноймо (февраль — июнь 1908), Вене (1908—1909). Анархистскими идеями заинтересовался под влиянием Пьера Рамю и присоединился к кружку последнего в Вене. Здесь же в сентябре 1908 года был арестован во время акции экспроприации с Петром Пятковым по кличке Художник; при допросе отказался выдать последнего. После освобождения через четыре месяца в январе 1909 года навсегда покинул Вену и после блужданий по Австро-Венгрии, занимаясь подённой работой (Будапешт, Стрый, Сколе, Борислав, Дрогобыч, Грац, Цюрих), в конце января 1910 года обосновался в Париже, где поселился вместе с братом. Вновь устроился работать часовщиком и начал писать стихи. В конце того же года познакомился с будущей женой — эмигранткой из Одессы Анной (Ханой) Рендер. В 1911—1912 годах работал в часовой мастерской Фредерика Моте (фр. Frédric Mauthé) на рю Бонди, 60, где впервые занялся часовыми механизмами больших размеров; осенью 1912 года — в Louis Goldfein Horlogerie de Précision на рю де Фобур, 13; до июля 1913 года в мастерской Ж. Симона на рю де Риволи, 14 и к началу Первой мировой войны — в La maison Pinot et Corbard на Рю де Тампль, 132.
С началом Первой мировой войны вместе с младшим братом вступил добровольцем во Французский иностранный легион. 14 августа 1914 года Шварцбурд заключил брак со своей невестой Анной Рендер, а утром 16 августа с группой из тридцати пяти русских добровольцев покинул Лионский вокзал и в составе 1-го полка Иностранного легиона был направлен на воинскую подготовку в районе Лиона. Участвовать в боевых действиях начал в Шампани, принимал участие в битве при Шампани, декабрь 1914 — март 1915), в апреле 1915 года с полком переброшен в Аррас. В августе 1915 года с двенадцатью русскими добровольцами переведён в состав 363-го пехотного полка (363e régiment d’infanterie), с которым до марта 1916 года воевал в районе горного массива Вогезы. Отличился в боях на перевале Шаплот 1 марта 1916 года, где был ранен и эвакуирован с поля боя, за что удостоился Военного креста — высшей награды легиона. После тяжёлого ранения в ходе битвы на Сомме был демобилизован и направлен в госпиталь, а в августе 1916 года вернулся в Париж, где продолжил лечение и занимался надомным трудом как часовщик. Период военных действий оказался самым плодотворным для Шварцбурда как поэта, все стихотворения этого периода были подписаны псевдонимом «Бал-халоймэс» (Мечтатель).
В середине августа 1917 года, отказавшись от военной пенсии, вместе с женой вернулся в Россию. 22 августа они покинули Брест и 4 сентября прибыли в Архангельск на борту транспортного судна «Мельбурн». Поначалу работал часовщиком в Балте, но уже в конце 1917 года вступил в отряд анархистов при одесской Красной гвардии. После захвата власти в Одессе первым Советом рабочих депутатов в январе 1918 года принимал участие в работе анархистского клуба «21» на улице Петра Великого, 21, затем анархистского клуба на улице Гоголя, 5; возглавлял операцию по экспроприации прибрежного особняка мануфактурщика А. Ф. Бирнбаума, в котором была организована Свободная рациональная детская школа и приют для беспризорников (жена мануфактурщика приняла сторону экспроприаторов и сама работала в этом приюте). После захвата Бессарабии румынскими войсками весной 1918 года с отрядом анархистов в составе батальона имени Семёна Рошаля (позднее в составе бригады Котовского) участвовал в боях в районе Тирасполя, затем в боях за Бендеры. Отстав от батальона в районе Новоукраинки, с десятью товарищами пробрался через Елисаветград, Знаменку и Кременчуг в Полтаву, откуда после расформирования батальона летом 1918 года вернулся в Одессу, переболел сыпным тифом и провёл период германской и французской интервенции, работая в приюте для беспризорных. Безуспешно пытался добиться у своего соратника Саши Фельдмана (?—1919), анархиста и члена Одесского Совета, содействия в восстановлении сети учреждений свободного воспитания и «рационального» образования. Весной 1919 года занимался организацией снабжения провизией детских учреждений города, а в июне присоединился к «анархическому отряду» при интернациональной дивизии Красной Армии в Черкассах и участвовал в боях на киевском направлении. В августе после нескольких поражений дивизия была расформирована, а Шварцбурд остался в Киеве. К этому времени из-за подавления политической оппозиции он, однако, окончательно разочаровался в Советской власти. 3 октября 1919 года он вернулся в Одессу, явился с женой во французский консулат и в конце 1919 года, как подданный Франции, на корабле «Николай I» выплыл через Стамбул и Порт-Саид в Марсель.
К концу января 1920 года Шварцбурд с женой прибыли в Париж и сняли комнату в Пассаже де ла Фоли Мерикюр, 20. В мае он получил официальные документы о демобилизации и открыл небольшую часовую мастерскую на бульваре Менильмонтан, 82 недалеко от кладбища Пер Лашез; его жена работала швеёй в этой же мастерской. Вскоре выяснилось, что все члены его семьи (всего 15 человек) были убиты в ходе прокатившейся по Украине волны еврейских погромов 1918—1920 годов.

### Шварцбурд и Петлюра
Уже в сентябре 1920 года в Париже вышел его первый поэтический сборник «Троймэн ун вирклехкейт» (Мечты и действительность), в котором лирическая поэтика тесно сочеталась с жестокостью недавних военных реалий. В эти годы Шварцбурд активно сотрудничает с местными анархистскими кругами и под псевдонимом «Бал-Халоймэс» (Мечтатель) занимается публицистикой. Тогда же были анонсированы ещё три книги писателя (сборник стихов и два сборника прозы и воспоминаний), но изданы эти материалы были лишь в 1930-е годы. Поэтические публикации и неизданная проза этого времени отражают его болезненные воспоминания от посещения еврейских местечек Украины после прокатившейся по ней волны погромов. В Париже Шварцбард был дружен с Нестором Махно и Петром Аршиновым (Марин), поддерживал знакомство, среди прочих, с Волиным (В. М. Эйхенбаум), Эммой Голдман, Молли Штеймер, Сеней Флешиным и Александром (Овсеем) Беркманом. С 1923 года он как журналист сотрудничал с рядом анархистских периодических изданий на идише, выступал парижским корреспондентом лондонской «Дер арбетер фрайнд» и нью-йоркской «Ди фрайе арбетер штимэ», его корреспонденции для первой редактировал британский анархо-коммунист и раввин Янкев-Меер Залкинд, оказавший большое влияние на Шварцбарда при их встрече в 1920 году). Эти публикации Шварцбурд подписывал своим личным именем «Шолем» (дословно мир).
16 января 1925 года Шварцбард получил французское гражданство и в декабре того же года из газет узнал о пребывании в Париже Симона Петлюры, которого в те годы в еврейских кругах повсеместно считали ответственным за массовые зверства, учинённые подвластными ему войсками на Украине. В ходе массовых убийств и насилия над еврейским населением Украины в годы Гражданской войны были убиты по меньшей мере 50 тысяч человек, более 300 тысяч детей были оставлены сиротами. Ряд историков полагают, что реальные цифры были выше (более полутора тысяч евреев были зверски убиты в одном только печально известном проскуровском погроме 1919 года) и, хотя Петлюра по всей видимости, самолично не отдавал никаких распоряжений на этот счёт, воспрепятствовать бесчинствам своих подчинённых он не счёл нужным.
1 апреля 1926 года Шварцбард с женой переехали в однокомнатную пристройку к их мастерской, но его мысли в это время были уже целиком сосредоточены на Петлюре. Сначала он безуспешно пытался выяснить его местонахождение, потом начал носить с собой его фотографию, вырезанную из газеты, в надежде встретить его на улице. В конце апреля или начале мая он впервые натолкнулся на похожего на Петлюру человека с группой разговаривавших по-украински мужчин возле станции метро на пересечении бульваров Сен-Мишель и Сен-Жермен. С этого момента он начал выслеживать этого человека, выяснив, что тот регулярно обедает в ресторане Chartier на углу улицы Расина, но уверенности в том, что это в самом деле Петлюра у него не было до тех пор, пока более резкая фотография последнего не была опубликована в эмигрантской украинской газете «Тризуб». Тогда он приобрёл пистолет Melior и начал выискивать удобный момент для убийства Петлюры.
25 мая 1926 года на углу бульвара Сен-Мишель и улицы Расина Шварцбард приблизился к разглядывавшему витрину Петлюре и удостоверившись по-украински, что перед ним в самом деле Симон Петлюра, пять раз выстрелил в него из револьвера, после чего спокойно дождался подоспевшей полиции, сдал оружие и объявил, что он только что застрелил убийцу. Петлюра скончался неподалёку, в больнице Шарите на улице Жакоб, через пятнадцать минут по прибытии.
Суд над Шварцбардом начался через полтора года, 18 октября 1927 года, и получил широкую огласку. За подсудимого вступились известные люди различных убеждений, в том числе философ Анри Бергсон, художник Марк Шагал, писатели Ромен Роллан, Анри Барбюс, Максим Горький и Виктор Маргерит, физики Альберт Эйнштейн и Поль Ланжевен, политик Александр Керенский и другие; подготовкой экспертных материалов для защиты занимался бывший премьер-министр Венгрии Михай Каройи. Со стороны анархистов к сбору средств для защиты призвали Эмма Голдман и Александр Беркман (с осуждением покушения выступил Саул Яновский. Вёл защиту известный французский адвокат Анри Торрес. Образованный в Нью-Йорке и Париже комитет защиты Шварцбарда собрал 126 свидетелей, подробно рассказавших предварительному следствию об ужасах еврейских погромов на Украине при власти Директории. Небольшую часть из этих свидетелей адвокат Торрес отобрал для выступления в суде. Тактика обвинителя Сезара Кампинки сосредоточилась на негативной оценке характера обвиняемого, но пострадала от выступлений адвоката со стороны истца — Альфреда Вилльма. Последний, как и отобранные им свидетели обвинения, попытался косвенно связать покушение с рукой Москвы и с неопределённым еврейским заговором, а также возложить вину за массовые погромы на поведение жертв, что в конечном итоге возымело обратное действие и повредило обвинению. Сам Шварцбард от заключительного слова отказался, а через 8 дней (26 октября) был оправдан большинством присяжных и незамедлительно освобождён из тюрьмы Санте, в стенах которой провёл 18 месяцев предварительного следствия.

### Последние годы и литературная деятельность
После освобождения Шварцбард остался в Париже, где работал агентом в страховых компаниях и продолжил литературную деятельность. В эти годы опубликовал сборник рассказов о французском фронте времён Первой мировой войны («Милхомэ билдэр» — Образы войны), о пребывании автора на Украине в 1917—1919 годах («Фун тифн опгрунт» — Из глубокой пропасти), стихи, пьесу, мемуары («Ин лойф фун йорн» — В беге дней). Шварцбард на регулярной основе сотрудничал с американскими и британскими периодическими изданиями на идише, включая серию воспоминаний «Фун майн милхомэ тогбух» (Из моего военного дневника) в газете «Арбэтэр фрайнд» (англ. Arbeter Fraynd; Рабочий товарищ), статьи в «Дэр момент» (Момент), «Фрайе арбэтэр штимэ» (Свободный рабочий голос) и «Йидише цайтунг» (Еврейская газета). Прекратив вскоре печататься в анархистской прессе, он посылал свои рассказы и воспоминания в более политически умеренные издания («Моргн журнал», «Момент», «Хайнт» и «Ди цайт») в США. Вновь проявлять интерес к анархистским организациям, теперь уже менее радикального толка, он начал только в 1933 году в Чикаго, где в круг его общения входили основатель Анархистского Красного Креста Борис Еленский с женой, с которыми он встречался в Одессе в 1919 году.
Уже в 1927 году, вскоре после окончания процесса, на родине Шварцбарда, в Бессарабии, на идише двумя изданиями вышла в свет книга репортажей о ходе процесса (З. Розенталь, М. Ландау, Дэр Шварцбард-процес, Кишинёв: Унзер цайт, 1927) — первая в серии книг на эту тему, которые будут опубликованы в разных странах и на разных языках. Начиная с одноимённой новеллы Анри Барбюса, образ Шолома Шварцбарда стал находить своё воплощение в художественной литературе. В 1934 году, ещё при его жизни, состоялась премьера поставленной Александром Гранахом на идише трёхактной пьесы Алтэра Кацизнэ «Шварцбард: а синтэтишер репортаж» (1933), которая вплоть до начала Второй мировой войны с успехом шла на еврейских театральных подмостках Европы и Америки (полный текст пьесы был опубликован только в 1980 году в Париже).
В 1937 году Шварцбард вновь выехал в США, а оттуда в сентябре в Южную Африку на сбор материалов для планируемого нового издания Еврейской энциклопедии. Публиковался в «Африканер идише цайтунг» (Африканской еврейской газете).
3 марта 1938 года Шварцбурд скоропостижно скончался от сердечного приступа на пляже в Кейптауне, где и был похоронен. Через 30 лет, в 1967 году, его прах был перезахоронен в Израиле, в мошаве Авихаиль, севернее Нетании, — поселении бывших легионеров; несколько улиц в Израиле носят имя Шварцбарда. Архив писателя хранится в ИВО (Еврейском научном институте) в Нью-Йорке и в библиотеке Кейптаунского университета. Его жена Анна, нашедшая во время войны убежище во французской провинции, сама начала публиковать стихи на идише после войны, в том числе посвящённое мужу стихотворение «Ди нейтерн» (швея) в анархистской газете «Найе арбетэр штимэ», с которой некогда сотрудничал её покойный муж.

## Память
В 1967 году его останки были перевезены в Израиль и перезахоронены на кладбище мошава Авихаиль.
В его честь названы улицы в Иерусалиме, Нетании и Беер-Шеве.

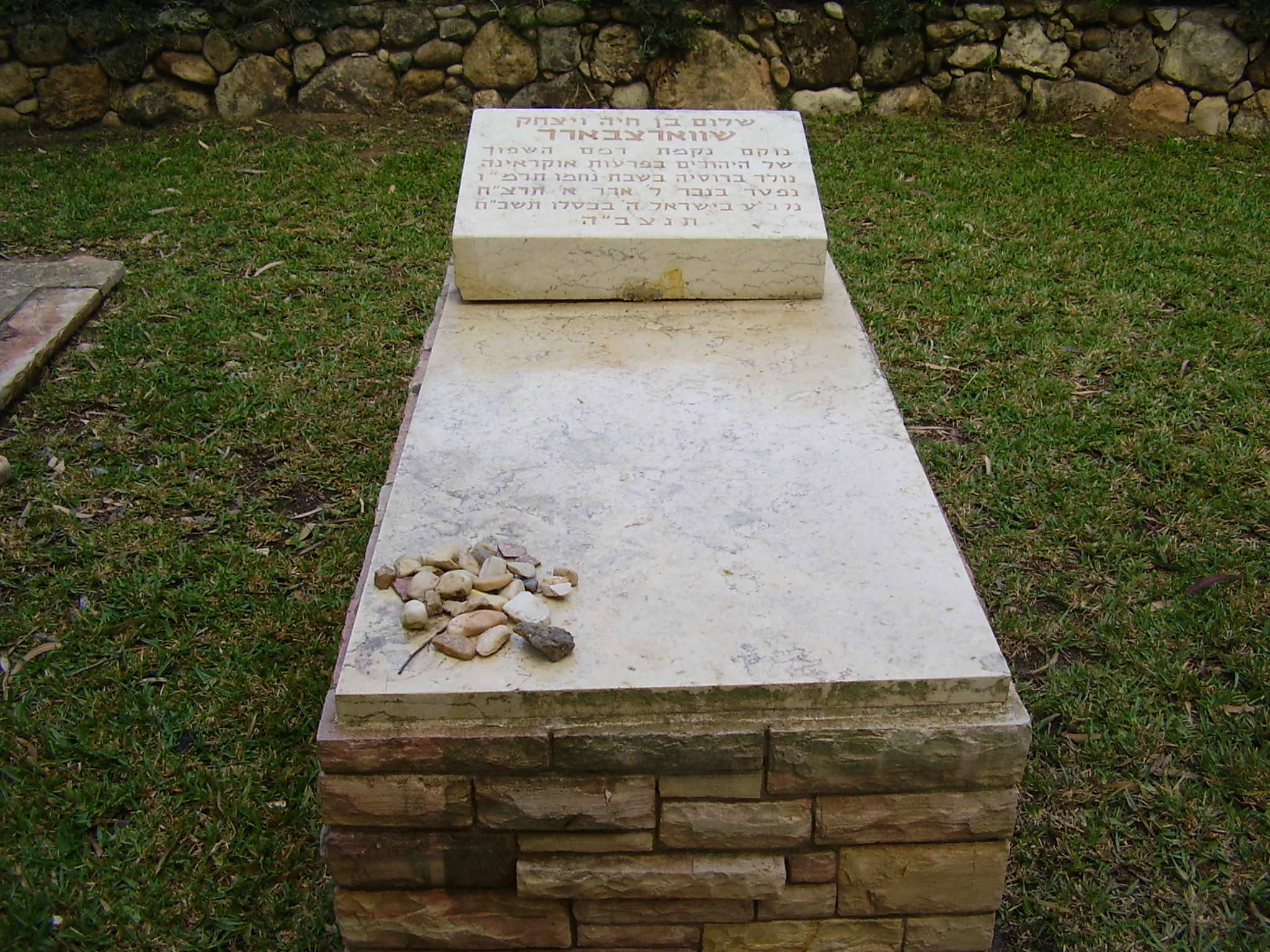
Могила Самуила Шварцбурда в мошаве Авихаиль.
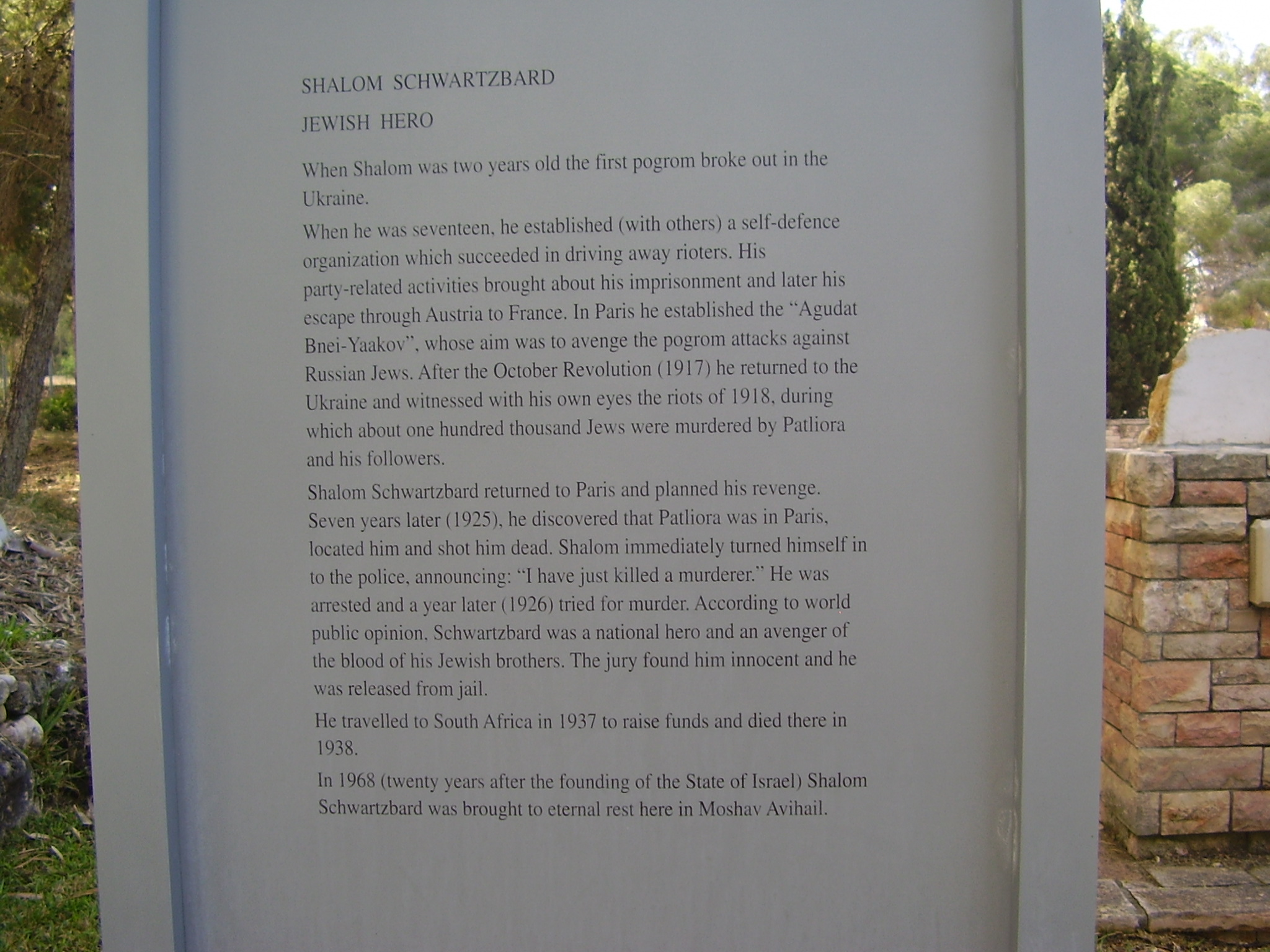
Памятная доска у могилы Шварцбурда в мошаве Авихаиль.
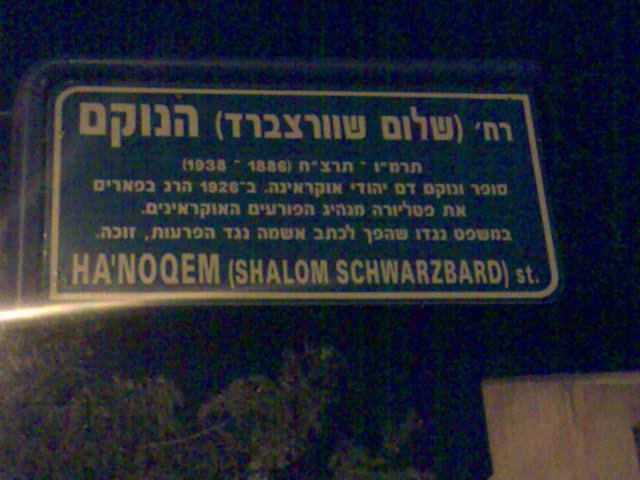
Беер-Шева Указатель на улице «Ханокем» («Мститель»).

## Книги Шварцбарда
- טרױמען און װירקלעכקײט (троймэн ун вирклэхкайт — мечты и реальность, стихотворения, в 2 тт., под псевдонимом Бал-Халоймэс). Париж, 1920.
- אין קריג מיט זיך אַלײן (ин криг мит зих алэйн — в борьбе с самим собой, проза). Чикаго: М. Цешинский, 1933.
- אינעם לױף פֿון יאָרן (инэм лойф фун йорн — в потоке лет, воспоминания). Чикаго: М. Цешинский, 1934.
- אין אָנדענקונג פֿון שלום שװאַרצבאָרד (ин ондэйнкунг фун Шолэм Шварцбурд — в память о Шолэме Шварцбарде). Чикаго: М. Цешинский, 1938.